# سیارک ۱۸۳۱۸۲
سیارک ۱۸۳۱۸۲ (به انگلیسی: 183182 Weinheim، نامگذاری:2002SB51) صد و هشتاد و سه هزار و صد و هشتاد و دومین سیارک کشف شده‌است که در ۳۰ سپتامبر ۲۰۰۲ کشف شد.